# جوزيف تانر
جوزيف تانر (بالإنجليزية: Joseph R. Tanner)‏ (و. 1950 – م) هو رائد فضاء، وبروفسور، وطيار من الولايات المتحدة الأمريكية . ولد في دانفيل .

## ريادة الفضاء
شارك في المهمات الفضائية:
- STS-115[2]
- STS-97[2]
- STS-66[2]
- STS-82.[2]

## التعليم
تعلم في جامعة إلينوي، وجامعة إلينوي في إربانا-شامبين